# カブラヤオー
カブラヤオー（欧字名:Kaburaya O、1972年6月13日 -  2003年8月9日）は、日本の競走馬、種牡馬。1975年の皐月賞、東京優駿（日本ダービー）を勝ってクラシック二冠を達成し、同年の優駿賞年度代表馬、最優秀4歳牡馬に選出された。他の重賞勝鞍に1975年の東京4歳ステークス、弥生賞、NHK杯。
引退後、日本軽種馬協会（JBBA）所有の種牡馬となり、ミヤマポピー（1988年エリザベス女王杯）、マイネルキャッスル（1992年京成杯3歳ステークス）らを出した。全妹に1979年のエリザベス女王杯を勝ったミスカブラヤがいる。

## デビュー前

### 誕生
1972年6月13日、北海道新冠郡新冠町の十勝育成牧場で誕生した。
父ファラモンド（Pharamond）は1957年生まれのフランス産馬で、シカンブルの仔であった。同馬は11戦2勝の成績を残した後、1961年にニュージーランドで種牡馬となり、6シーズン供用後の1966年に日本に輸出された。日本で供用されてからは、産駒4頭が東京ダービーを制するなど、主に地方競馬で活躍馬を出した馬であった。母カブラヤは、馬主の加藤よし子のために西塚十勝調教師が見つけてきた馬で、現役時代には障害含め6勝をあげ、競走引退後は繁殖牝馬として十勝育成牧場に預託された。
カブラヤは1971年にヒロイサミとの仔であるカブラヤヒメを出産。そして、翌年の6月、第2仔となるカブラヤオーを産んだ。カブラヤの発情が思わしくなく、ファラモンドとの種付けが7月にまでずれこんだため、カブラヤオーは大変な遅生まれの仔となった。

### 幼駒時代 - 入厩
分娩に立ち会った従業員によれば、生まれたカブラヤオーは「特に大きくもなく標準形」の馬であったが、乳を吸い始めるのが早く、その生命力の旺盛さに感心したという。また、離乳後から2歳10か月までを担当した別の従業員は、カブラヤオーについて次のように語っている。

遅生まれのせいで、こじけておかしな馬だと思いました。人を見ると直ぐ逃げる。つかまえるのに二人、三人がかりでロープを首にかけて、いやもうそれだけで一仕事でした。人にならすのも仕事、飼葉を食わすのも仕事、とにかく手がかかりました。はじめは、他の馬にくらべ、えらい見劣りがしましたけど、二歳の夏ごろ、ようやく追いつきました。〔中略〕病気などはしたことがなく、次第に手のかからない馬になりました。〔後略〕
—十勝育成牧場 千葉従業員,『蹄跡』昭和50年度、43頁

カブラヤオー3歳のころ、加藤は個人的な事情もあって、同馬含む2頭の馬を売却しようとした。ところが、別の1頭はすぐに売れたものの、カブラヤオーは300万円でも買い手がつかず、やむなく加藤は手放すのを諦めて自分の競走馬として走らせることにした。しかし、カブラヤオーは厩舎関係者からも敬遠され、西塚も「馬房が一杯で空きがない」との理由で預託を断った。結局、東京競馬場の茂木為二郎厩舎への預託が決まり、1974年の9月中旬、同世代馬が既に3歳レースを走っている中、カブラヤオーは牧場から茂木の元に運ばれた。引き受けに当たっては、馬房に空きを作るため、同じ厩舎にいたカブラヤヒメが金沢に売られていった。鞍上を務めた菅原泰夫によれば、入厩したカブラヤオーは「山から出てきたような馬」であったという。

## 競走馬時代
1974年11月、東京競馬場で行われた新馬戦でデビュー。鞍上は、見習騎手の菅野澄男が務め、19頭立ての7番人気と評価は低かったが、中団から鋭く追い込んでダイヤモンドアイの2着に入った。カブラヤオーは続いて、初戦と同開催の新馬戦（俗にいう“折り返しの新馬戦”）に出走。そこで2着に3馬身差をつけて初勝利を飾ると、次走のひいらぎ賞（500万下）も低評価を覆し、2着に6馬身差をつけて勝利した。
4歳となった1975年は、1月のジュニアカップからの始動となり、鞍上は厩舎の主戦・菅原に乗り替わった。カブラヤオーは初めて1番人気に支持され、2着に10馬身差をつけて逃げ切り勝ちを収めた。ひいらぎ賞を制し、ある程度その非凡さが認められていたカブラヤオーであったが、この勝利でクラシックの有力候補と目されるようになった。

### 東京4歳ステークス

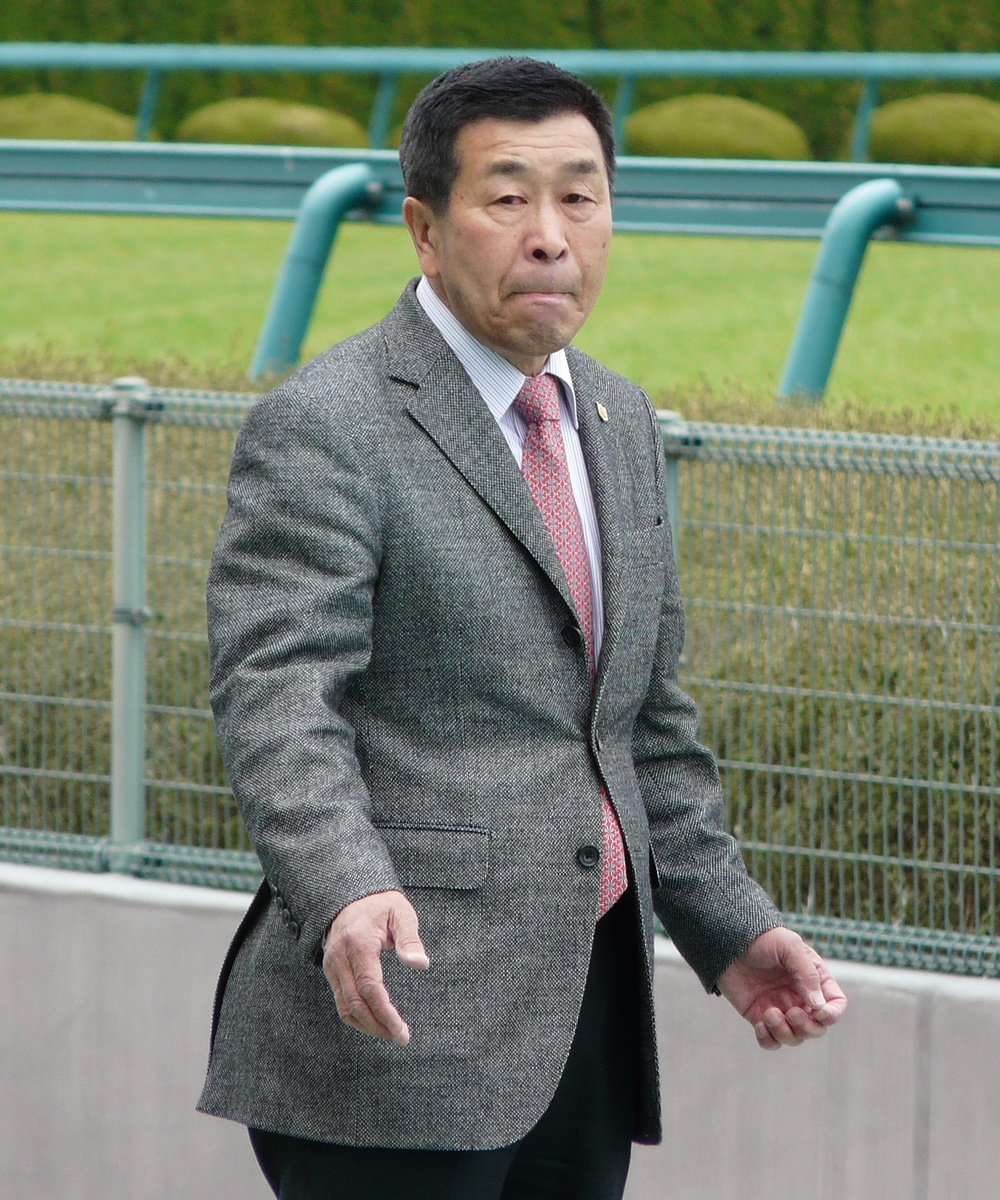
菅原泰夫（2011年撮影)

ジュニアカップの後、カブラヤオーは初の重賞となる東京4歳ステークスに出走した。この競走には4連勝中の牝馬、テスコガビーも参戦を表明したため、両馬の鞍上であった菅原が、どちらの馬に乗るかが問題となった。関係者間で話し合いが持たれ、「テスコガビーは所属厩舍の馬ではなく一度降りたら再度乗れる確証が無いが、カブラヤオーにはいつでも乗れる」という茂木からのアドバイスもあって、菅原はテスコガビーに乗ることを決め、カブラヤオーには菅野が騎乗することになった。競走は少数7頭立てで争われ、圧倒的な1番人気はカブラヤオーで、2番人気にはテスコガビーが支持された。
開始早々、テスコガビーがハナを切るも、カブラヤオーも譲らず先頭を取りにいった。その後、両馬の共倒れを恐れた菅原がテスコガビーを2番手に控えさせたため、向正面あたりでカブラヤオーが先頭に立った。そして直線に入ったカブラヤオーであったが、坂をあがったところで、内から追ってきたイシノマサルに驚き、大きく右に斜行してしまう。カブラヤオーは危うく外にいたテスコガビーに衝突しかけるも、体勢を立て直すと、最後は両馬にテキサスシチーを加えた3頭の叩き合いをクビ差制し、重賞初勝利を飾った。以後、カブラヤオーとテスコガビーが相まみえることはなく、この競走は、後のクラシック二冠馬同士による唯一度の対戦となった。

### 皐月賞
カブラヤオーは、菅原に手綱が戻った弥生賞でも逃げ切り勝ちを収め、最初のクラシック競走となる皐月賞を迎えた。この年の皐月賞には22頭が出走、下馬評は関東馬カブラヤオーと関西馬ロングホークの一騎打ちと見られており、それぞれ1番、2番人気に支持された。
ゲートが開くとともに、カブラヤオーは好スタートを決めるも、逃げを打ったレイクスプリンターに絡まれ、同馬との競り合いとなった。第2コーナーを回ってもお互いが譲らず、前半1000m通過は58秒9と短距離戦のようなハイラップを記録した。第3コーナーでレイクスプリンターに競り勝ち、先頭に立ったカブラヤオーであったが、第4コーナーあたりではイシノマサルら後続馬に差を詰められてしまう。しかし、カブラヤオーは直線に入ると二の脚を使って後続を再び引き離し、ロングホーク、エリモジョージ以下に2馬身半の着差をつけて勝利した。カブラヤオーが記録した2分2秒5の時計は、中山競馬場で行われた皐月賞のレースレコードであった。一方、道中で先頭争いを演じたレイクスプリンターは、競走中に右後脚を骨折、カブラヤオーに37秒3遅れて入線したものの、予後不良と診断され安楽死（薬殺）処分となった。レイクスプリンター鞍上の押田年郎は、競走後、涙ながらに「カブラヤオーは尋常じゃない。バケモノです」と話した。
カブラヤオーは、次走のNHK杯（ダービートライアル）も、不良馬場をものともせず終始大外を回り、ロングフアストに6馬身差をつけて勝利した。菅原によれば、このNHK杯がカブラヤオー騎乗の中で唯一「抑えて競馬ができたレース」であったという。

### 東京優駿（日本ダービー）
NHK杯を制したカブラヤオーはクラシック二冠を狙い、東京優駿に出走した。この年のダービーはフルゲート28頭立てで行われ、キタノカチドキ以来の単枠指定（シード馬）となったカブラヤオーは、当日オッズ2.4倍の1番人気に支持された。
スタート直後、菅原はカブラヤオーに出ムチをくれて先頭を奪うが、今度はトップジローがしつこく絡み、先頭を争う展開となった。両馬は競り合いを続け、前半1000mを58秒6で通過、これは皐月賞を上回る驚異的なハイラップであった。このラップに大観衆のほとんどが「カブラヤオーは消える」と考え、大本命の“暴走”にスタンドは騒然となった。カブラヤオーは向正面でトップジローに競り勝つと、一息入れるためにペースダウン、後続馬を引き寄せて第4コーナーを回った。直線に入ったカブラヤオーは外へよれながらも、後続馬が詰めるたびに加速して先頭を譲らず、そのまま逃げ切って勝利した。2着には3番人気のロングフアストが、3着には11番人気のハーバーヤングが入った。
カブラヤオーはデビュー2戦目から8連勝を達成、クラシック二冠馬となった。読売新聞の記者が、このダービーを第30回（メイズイ）以来の「横綱ダービー」と評したほか、後に、井崎脩五郎は「このレースは不滅だ」と賞賛。自分の見てきた20世紀最強馬はマルゼンスキーと語りつつも「この1レースだけとればカブラヤオーと言う人がいてもおかしくない」と語っている。鞍上の菅原は、前述の皐月賞をはじめ、この年、テスコガビーで桜花賞、優秀牝馬（オークス）も制していたため、史上初の春のクラシック完全制覇を達成した。茂木にとっては、戦後初めて開催された第14回（マツミドリ）以来のダービー制覇であった。

### 菊花賞を断念 - 引退
| 年度代表馬・各最優秀馬投票結果（優駿賞） | 年度代表馬・各最優秀馬投票結果（優駿賞） | 年度代表馬・各最優秀馬投票結果（優駿賞） | 年度代表馬・各最優秀馬投票結果（優駿賞） | 年度代表馬・各最優秀馬投票結果（優駿賞） | 年度代表馬・各最優秀馬投票結果（優駿賞） | 年度代表馬・各最優秀馬投票結果（優駿賞） |
| ---------------------------------------- | ---------------------------------------- | ---------------------------------------- | ---------------------------------------- | ---------------------------------------- | ---------------------------------------- | ---------------------------------------- |
| 年度                                     | 部門                                     | 結果                                     | 得点                                     | 次点                                     | 次点                                     | 出典                                     |
| 1975                                     | 年度代表馬                               | 選出                                     | 489点                                    | テスコガビー                             | 102点                                    | [ 48 ]                                   |
| 1975                                     | 最優秀4歳牡馬                            | 選出                                     | 504点                                    | イシノアラシ                             | 244点                                    | [ 48 ]                                   |

三冠目の菊花賞を目指したカブラヤオーであったが、9月下旬に蹄鉄を取り替える際、左脚の爪を深く切りすぎたのが原因で屈腱炎を発症。予定していた京都新聞杯の出走を回避せざるを得ず、三冠挑戦も危ぶまれる状況となった。茂木は当初、菊花賞については二週間ほど様子を見て判断するとしていて、その後、カブラヤオーは西下し、栗東トレーニングセンター入りまではしたものの、結局、同競走への出走を断念した。ダービーで見せた強さを考えればシンザン以来3頭目のクラシック三冠が濃厚であっただけに、その戦線離脱は惜しまれた。この年、カブラヤオーは秋シーズンを棒に振ったものの、雑誌『優駿』主催での投票の結果、優駿賞年度代表馬、最優秀4歳牡馬に選出された。また、1年間に獲得した賞金総額は1億4241万500円となり、グランドマーチス、フジノパーシアらを抑えての最高額であった。
1976年5月、休養を終えたカブラヤオーは東京ダートのオープンに出走、東京4歳ステークス以来となる菅野の騎乗で逃げ切って復帰戦を飾った。しかし、次戦の中山のオープンでは、ゲートに頭をぶつけ脳震盪を起こすアクシデントもあって、最下位で入線。2戦目から続けていた連勝は9で止まった。その後、札幌の短距離ステークス、東京のオープンを勝利したカブラヤオーであったが、目標としていた天皇賞（秋）の1週間前に再び屈腱炎を発症し、12月23日付で競走馬を引退した。

## 種牡馬時代
競走馬引退後、1977年から胆振種馬場で種牡馬として供用され、初年度は49頭に種付けを行った。その後は、三石、浦河の各種馬場を経て、静内種馬場で供用された。1988年には産駒のミヤマポピーがエリザベス女王杯を勝ち、GI馬の父となった。その他主な産駒として、1981年東京王冠賞のニシキノボーイ、1986年東京優駿2着のグランパズドリーム、1992年京成杯3歳ステークスのマイネルキャッスルがいる。また、1983年に生まれたカミノホワイトは、内国産馬としては2頭目となる白毛馬であった。
1995年を最後に種付けせず、1996年には種牡馬を引退。引退後は、栃木県の那須種馬場にて余生を送っていたが、2003年8月9日に老衰のため死去した。死去前には、日本中央競馬会（JRA）で走った存命中の競走馬のうち、最長寿となっており、享年31歳の大往生であった。死去後の2004年5月9日には、カブラヤオーの名を冠した競走として、「カブラヤオーメモリアル」が東京競馬場にて施行された。 

## 特徴・評価
カブラヤオーは典型的な逃げ馬であったが、その走りは、流れも関係なしにひたすら逃げ続けるという極端なものであった。瀬戸慎一郎は、カブラヤオーの逃げを「常識外れというほかはない」とし、「元来、“逃げ馬には華がある”といわれている。〔中略〕けれども、カブラヤオーの逃げは、そのような華麗さとは全く無縁といわなければならない」と述べている。皐月賞や日本ダービーでのラップは「殺人的」と称され、瀬戸によれば、同馬を「狂気の逃げ馬」の異名で呼ぶ者も多かったという。
この無謀ともいえる戦法には批判もあがったが、後述するように、カブラヤオーは他馬を怖がる性格であったため、陣営は逃げを打たざるを得ないのが実情であった。山崎征則は、“逃げ馬”という言葉は比喩的に使われることが多いとした上で、「カブラヤオーに限っていえば、本当に他の馬から逃げるために走っていたのである」と述べている。

### 性格・身体的特徴

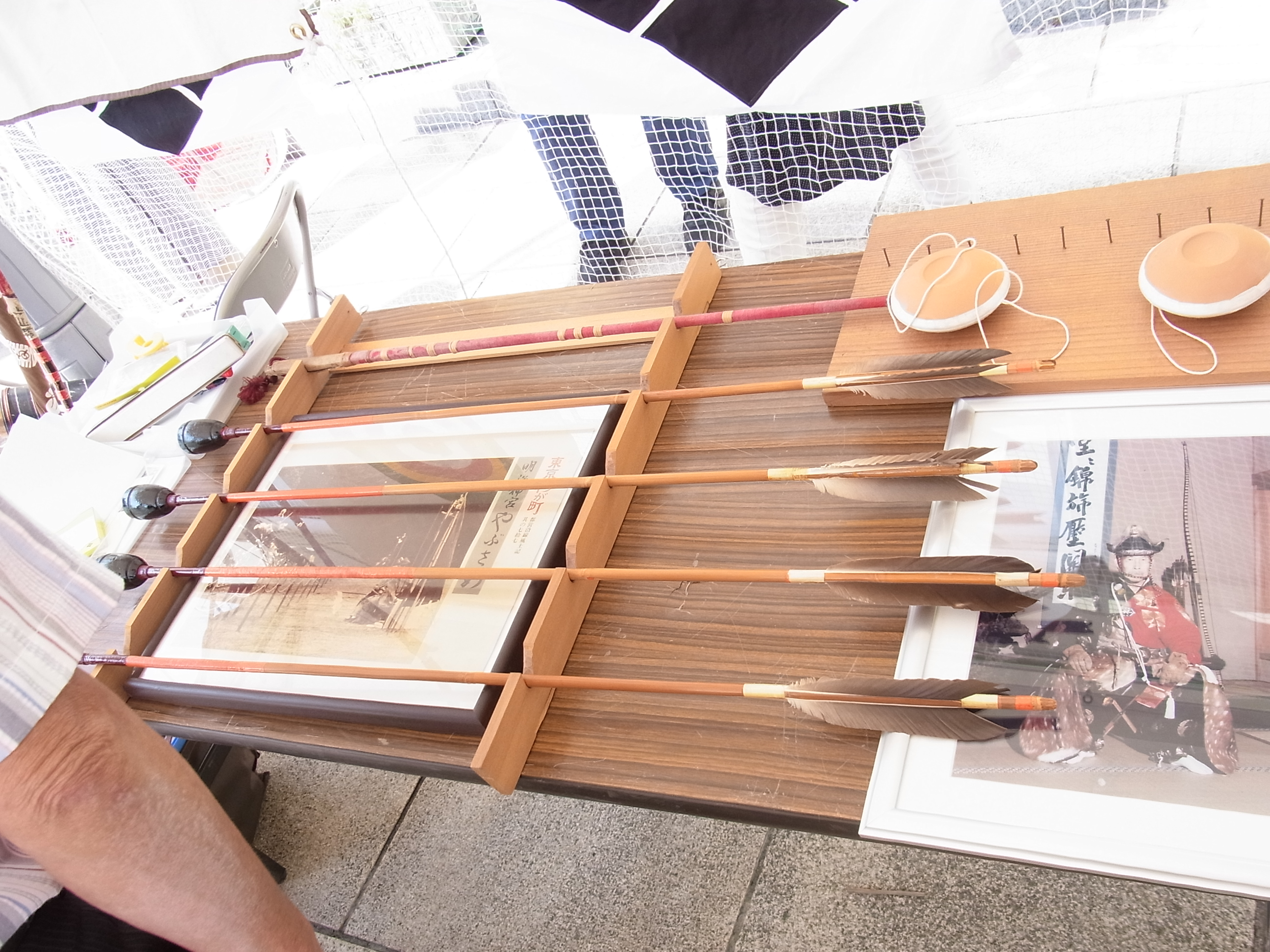
鏑矢
----母カブラヤの名は鏑矢（戦闘の開始を告げるために用いる矢）に因む。カブラヤオーはその母の名をとって名付けられた。

カブラヤオーは、牧場時代に他馬に顔を蹴られたことが原因で、非常に臆病な性格であった。極端に馬込みを嫌い、他の馬には近寄れず、他馬に寄せようとすると怖がって競馬にならなかったという。カブラヤオーが見せたペース度外視での逃げも、NHK杯での大外回りも、この弱点を打開するために陣営が編み出した苦肉の策であった。現役時代、他馬の騎手等に事実が知られると対策される恐れがあったことから、カブラヤオーの性格は厩舎内の極秘事項とされ、菅原はじめ関係者は沈黙を守った。そして、その秘密が菅原の口から明かされたのは、カブラヤオー引退後のことであった。
他の特徴として、カブラヤオーは非常に強い心臓を持っており、同馬の心拍数は安静時で24回/分と、普通のサラブレッド（30から35回/分）に比べ格段に少なかった。厩務員によれば、担当獣医はカブラヤオーの心臓の強さを「何千頭に一頭くらいしかいない」と太鼓判を押していたという。茂木も、長所として心臓の良さを挙げ、「普通はけいこを終わったあと脈が上がるが、この馬はあまり上がらず、すぐ低くなり、獣医も驚いている」と語っている。この心臓があったからこそ、カブラヤオーは強引とも評されるような走りをしても、勝ち続けることが可能であった。

### 評価
前述の年間表彰のほか、1975年のJRAフリーハンデ（四歳馬）では、前年のキタノカチドキ（64kg）やコーネルランサー（62kg）との比較の結果、この年のトップハンデとなる63kgの評価を受けた。また、翌年のフリーハンデ（古馬）では、有力馬との対戦がないものの、別格に扱われ61kgの評価であった。投票企画では、2000年にJRAがミレニアムキャンペーンの一環として実施した「Dream Horses 2000／20世紀の名馬大投票」で36位にランクイン。また、『優駿』で行われた「未来に語り継ぎたい不滅の名馬たち」（2010年）、「未来に語り継ぎたい名馬BEST100」（2015年）の投票で、それぞれ49位、46位に選出された。
原良馬は、「デビュー前から身近で接してきた数多くの馬のなかで、これほど“強い”と印象付けられてきた馬は、カブラヤオーをおいてほかなかった」と評し、思い出に残る最強馬を尋ねられると、迷うことなくカブラヤオーと答えてきたと述べている。また、大川慶次郎は、同馬を「逃げ馬でありながら本当に強い馬」であったとし、鞍上の菅原と絡め、次のように評している。

カブラヤオーの走りは、“華麗”というような言葉は当てはまらないけれど、“もうつかまるか、今つかまるか”と思ったところで決してつかまらない、異常なまでの“強さ”を持った馬でした。逃げ馬にして豪脚。“怪物”という形容が僕にはピッタリきます。その強さは、ひとりの騎手を立て直し、そして菅原騎手は、勝負師として一番必要な“自信”というものを、カブラヤオーからもらったのではないかと思うのです。
—大川慶次郎,『大川慶次郎が選ぶ「個性派」名馬18頭 』56頁

## 競走成績
成績表は『ダービー馬の履歴書』、『競馬名馬読本2』及びnetkeiba.comに基づく。
| 競走日 | 競走日 | 競走日 | 競馬場 | 競走名     | 距離（馬場）  | 頭 数 | 枠 番 | 馬 番 | 人気 | 着順 | タイム | 着差      | 騎手     | 斤量 [kg] | 勝ち馬 /（2着馬）    | 馬体重 [kg] |
| ------ | ------ | ------ | ------ | ---------- | ------------- | ----- | ----- | ----- | ---- | ---- | ------ | --------- | -------- | --------- | -------------------- | ----------- |
| 1974   | 11.    | 10     | 東京   | 3歳新馬    | ダ1200m（良） | 19    | 2     | 4     | 7人  | 02着 | 1.15.0 | 0.1秒     | 菅野澄男 | 50        | ダイヤモンドアイ     | 482         |
|        | 11.    | 23     | 東京   | 3歳新馬    | 芝1200m（良） | 13    | 8     | 13    | 5人  | 01着 | 1.12.6 | 3馬身     | 菅野澄男 | 50        | （ワイエムフアバー） | 490         |
|        | 12.    | 15     | 中山   | ひいらぎ賞 | 芝1600m（稍） | 13    | 3     | 3     | 8人  | 01着 | 1.37.3 | 6馬身     | 菅野澄男 | 53        | （ハザマヒカリ）     | 488         |
| 1975   | 01.    | 19     | 東京   | ジュニアC  | ダ1600m（稍） | 11    | 3     | 3     | 1人  | 01着 | 1.37.1 | 10馬身    | 菅原泰夫 | 54        | （フロリオーギ）     | 496         |
|        | 02.    | 09     | 東京   | 東京4歳S   | 芝1800m（重） | 7     | 4     | 4     | 1人  | 01着 | 1.52.0 | クビ      | 菅野澄男 | 55        | （テスコガビー）     | 496         |
|        | 03.    | 01     | 中山   | 弥生賞     | 芝1800m（良） | 10    | 1     | 1     | 1人  | 01着 | 1.51.2 | 1+3⁄4馬身 | 菅原泰夫 | 55        | （ロングホーク）     | 490         |
|        | 04.    | 13     | 中山   | 皐月賞     | 芝2000m（良） | 22    | 4     | 10    | 1人  | 01着 | 2.02.5 | 2+1⁄2馬身 | 菅原泰夫 | 57        | （ロングホーク）     | 478         |
|        | 05.    | 04     | 東京   | NHK杯      | 芝2000m（不） | 17    | 5     | 10    | 1人  | 01着 | 2.06.1 | 6馬身     | 菅原泰夫 | 56        | （ロングフアスト）   | 492         |
|        | 05.    | 25     | 東京   | 東京優駿   | 芝2400m（良） | 28    | 4     | 12    | 1人  | 01着 | 2.28.0 | 1+1⁄4馬身 | 菅原泰夫 | 57        | （ロングフアスト）   | 486         |
| 1976   | 05.    | 22     | 東京   | オープン   | ダ1700m（重） | 8     | 3     | 3     | 1人  | 01着 | 1.43.6 | 1/2馬身   | 菅野澄男 | 60        | （ハーバーシンセイ） | 482         |
|        | 06.    | 20     | 中山   | オープン   | 芝1800m（良） | 11    | 1     | 1     | 1人  | 11着 | 1.51.2 | 1.9秒     | 菅野澄男 | 61        | ノボルトウコウ       | 484         |
|        | 07.    | 25     | 札幌   | 短距離S    | ダ1200m（良） | 7     | 2     | 2     | 1人  | 01着 | 1.11.8 | 2+1⁄2馬身 | 赤羽秀男 | 56        | （ハマノクラウド）   | 488         |
|        | 09.    | 18     | 東京   | オープン   | 芝1600m（良） | 9     | 8     | 9     | 1人  | 01着 | 1.35.4 | 1/2馬身   | 菅原泰夫 | 62        | （フェアスポート）   | 494         |

- 担当調教師は1975年までが茂木為二郎、1976年以降は森末之助[92]。

## 代表産駒

### グレード制重賞優勝馬
- ミヤマポピー（1988年エリザベス女王杯（GI））[93]
- マイネルキャッスル（1992年京成杯3歳ステークス（GII））[94]

### 重賞優勝馬
- ニシキノボーイ（1981年東京王冠賞)[95]
- ダメイオー（1982年荒尾・サラブレッド系三歳優駿）[96]
- カブラヤホープ（1983年福山・銀杯)[97]
- キタノハーモニー（1984年宇都宮・北関東オークス、しもつけ菊花賞）[98]
- テトラシーザー（1986年荒尾ダービー）[99]
- アイノロゼツト（1987年三条・新潟皐月賞）[100]
- カブラヤテイオー（1993年上山・こまくさ賞）[101]
- ラックビジン（1993年佐賀・ジュニアチャンピオン）[102]
- ホロトグランプリ（1995年北海道・ステイヤーズカップ、1994年赤レンガ記念）[103]

### その他産駒
資料で「主な産駒」としてあげられている馬に限る。
- グランパズドリーム（1986年東京優駿2着）[20][104][105]
- シオフネ（1987年アルゼンチン共和国杯・ステイヤーズステークス2着）[105][106]
- ブラツドナムラ（1982年愛知杯3着）[105][107]

### 母の父としての産駒
グレード制重賞優勝馬に限る。
- コガネタイフウ（1989年阪神3歳ステークス（GI）・母コガネポプラ）[108]
- コガネパワー（1991年京都4歳特別（GIII）、中日スポーツ賞4歳ステークス（GIII）・母コガネポプラ）[109]
- イブキラジョウモン（1995年中日スポーツ賞4歳ステークス（GIII）・母イブキミスタリ）[110]
- マイネルプラチナム（1998年札幌3歳ステークス（GIII）・母ゴールドオーキッド）[111]

## 血統表
| カブラヤオーの血統                     | カブラヤオーの血統                              | カブラヤオーの血統                              | （血統表の出典）                                | （血統表の出典） |
| 父系                                   | シカンブル系＜プリンスビオ系＜ プリンスローズ系 | シカンブル系＜プリンスビオ系＜ プリンスローズ系 | シカンブル系＜プリンスビオ系＜ プリンスローズ系 | [ § 2 ]          |
| 父 *ファラモンド Pharamond 1957 黒鹿毛 | 父の父Sicambre 1948 黒鹿毛                      | Prince Bio                                      | Prince Rose                                     | Prince Rose      |
| 父 *ファラモンド Pharamond 1957 黒鹿毛 | 父の父Sicambre 1948 黒鹿毛                      | Prince Bio                                      | Biologie                                        |                  |
| 父 *ファラモンド Pharamond 1957 黒鹿毛 | 父の父Sicambre 1948 黒鹿毛                      | Sif                                             | Rialto                                          | Rialto           |
| 父 *ファラモンド Pharamond 1957 黒鹿毛 | 父の父Sicambre 1948 黒鹿毛                      | Sif                                             | Suavita                                         |                  |
| 父 *ファラモンド Pharamond 1957 黒鹿毛 | 父の母Rain 1946 鹿毛                            | Fair Trial                                      | Fairway                                         | Fairway          |
| 父 *ファラモンド Pharamond 1957 黒鹿毛 | 父の母Rain 1946 鹿毛                            | Fair Trial                                      | Lady Juror                                      |                  |
| 父 *ファラモンド Pharamond 1957 黒鹿毛 | 父の母Rain 1946 鹿毛                            | Monsoon                                         | Umidwar                                         | Umidwar          |
| 父 *ファラモンド Pharamond 1957 黒鹿毛 | 父の母Rain 1946 鹿毛                            | Monsoon                                         | Heavenly Wind                                   |                  |
| 母 カブラヤ 1965 黒鹿毛                | 母の父*ダラノーア Darannour 1960 黒鹿毛         | Sunny Boy                                       | Jock                                            | Jock             |
| 母 カブラヤ 1965 黒鹿毛                | 母の父*ダラノーア Darannour 1960 黒鹿毛         | Sunny Boy                                       | Fille de Soleil                                 |                  |
| 母 カブラヤ 1965 黒鹿毛                | 母の父*ダラノーア Darannour 1960 黒鹿毛         | Danira                                          | Dante                                           | Dante            |
| 母 カブラヤ 1965 黒鹿毛                | 母の父*ダラノーア Darannour 1960 黒鹿毛         | Danira                                          | Mah Iran                                        |                  |
| 母 カブラヤ 1965 黒鹿毛                | 母の母ミスナンバイチバン 1959 黒鹿毛            | *ハロウェー Harroway                            | Fairway                                         | Fairway          |
| 母 カブラヤ 1965 黒鹿毛                | 母の母ミスナンバイチバン 1959 黒鹿毛            | *ハロウェー Harroway                            | Rosy Legend                                     |                  |
| 母 カブラヤ 1965 黒鹿毛                | 母の母ミスナンバイチバン 1959 黒鹿毛            | *スタイルパッチ Style Patch                     | Dogpatch                                        | Dogpatch         |
| 母 カブラヤ 1965 黒鹿毛                | 母の母ミスナンバイチバン 1959 黒鹿毛            | *スタイルパッチ Style Patch                     | Style Leader                                    |                  |
| 母系(F-No.)                            | バイオレットメルローズ系(FN:8-g)                | バイオレットメルローズ系(FN:8-g)                | バイオレットメルローズ系(FN:8-g)                | [ § 3 ]          |
| 5代内の近親交配                        | Fairway 4×4=12.50%、Rosy Legend 5×4=9.38%       | Fairway 4×4=12.50%、Rosy Legend 5×4=9.38%       | Fairway 4×4=12.50%、Rosy Legend 5×4=9.38%       | [ § 4 ]          |
| 出典                                   | 1. 2. 3. 4.                                     | 1. 2. 3. 4.                                     | 1. 2. 3. 4.                                     | 1. 2. 3. 4.      |